# Karl Conradt
Karl Conradt (* 10. Februar 1847 in Köslin; † 18. Januar 1922 in Greifenberg) war ein deutscher Klassischer Philologe und Gymnasiallehrer.

## Leben
Karl Conradt, der Sohn des Postwagenmeisters August Conradt und seiner Frau Pauline geb. Simon, besuchte das Gymnasium seiner Heimatstadt, legte am 25. September 1865 die Reifeprüfung ab und studierte anschließend an der Universität Greifswald Klassische Philologie, Germanistik, Geschichte und Geographie. Zum Wintersemester 1866/1867 wechselte er an die Berliner Universität, wo er dem philologischen Seminar und dem germanistischen Verein angehörte. Am 3. Januar 1870 wurde er mit einer Dissertation über die Verskunst des Terenz zum Dr. phil. promoviert, am 13. Dezember 1870 legte er die Lehramtsprüfung in den Fächern Deutsch, Latein, Griechisch (für Oberprima) sowie Geschichte und Geographie (für Tertia) ab.
Nach dem Studium war Conradt an verschiedenen Lehranstalten in Pommern tätig. Das Probejahr absolvierte er an der Städtischen Real-Lehranstalt in Stettin, wo er zum 1. Oktober 1871 als ordentlicher Lehrer angestellt wurde. Nach einem Jahr wechselte er an das Progymnasium zu Schlawe. Zum 1. Oktober 1877 ging er als Oberlehrer an das Marienstiftsgymnasium in Stettin, wo er am 11. Oktober 1884 den Titel „Gymnasialprofessor“ erhielt.
Ab dem 7. Januar 1889 war Conradt Direktor des Gymnasiums in Greifenberg. Für seine dortige Tätigkeit erhielt er mehrere Auszeichnungen: Anlässlich des Schuljubiläums wurde ihm am 8. September 1902 der Rote Adlerorden 4. Klasse verliehen, anlässlich seines 40-jährigen Dienstjubiläums am 26. August 1911 der Kronenorden 3. Klasse. Aus gesundheitlichen Gründen trat Conradt am 1. April 1912 in den Ruhestand und wurde zum Geheimen Regierungsrat ernannt.
Conradts Lehrtätigkeit ging Hand in Hand mit seiner wissenschaftlichen Arbeit, die sich ganz auf die griechischen und römischen Bühnendichter konzentrierte. Conradt untersuchte die rhythmische und metrische Struktur griechischer und lateinischer Dramen und verfasste kommentierte Schulausgaben des Aischylos und Sophokles.

## Schriften (Auswahl)
- De versuum Terentianorum structura. Berlin 1870 (Dissertation)
- Die metrische Komposition der Komödien des Terenz. Berlin 1876 (Schulprogramm)
- Die Abteilung der lyrischen Verse im griechischen Drama. Berlin 1879 (Schulprogramm)
- Aeschylos: Perser; mit Kommentar. Berlin 1888
- Sophokles: Tragödien; mit Kommentar. 3 Teile, Leipzig 1895–1898
- Amytis. Drama in fünf Aufzügen, ausgeführt von früheren Mitgliedern des Gymnasial-Lesevereins. Greifenberg 1902 (Schulprogramm)
- Die Grundlagen der griechischen Orchestrik und Rhythmik. Greifenberg 1909 (Schulprogramm)
- Die metrische und rhythmische Komposition der Komödien des Aristophanes. 3 Teile, Greifenberg 1910–1912
- Ἡμιχόριον. In: Paulys Realencyclopädie der classischen Altertumswissenschaft (RE). Band VIII,1, Stuttgart 1912, Sp. 233–243.
- Die sieben Redepaare in den Septem des Aischylos. Berlin 1924